# Wolfgang Schoedel
Wolfgang Schoedel (* 7. Oktober 1905 in Chemnitz; † 21. September 1973 in Aldein, Südtirol) war ein deutscher Physiologe.

## Leben
Schoedel studierte Medizin an der Albert-Ludwigs-Universität Freiburg und wurde 1927 Corpsschleifenträger der Palatia Straßburg. 1933 wurde er zum Dr. med. promoviert. 1933 ging er als wissenschaftlicher Assistent an das Physiologische Institut der Georg-August-Universität Göttingen. Er habilitierte sich 1938 und wurde 1943 zum apl. Professor ernannt.
Als SA-Mitglied war Schoedel 2. Standartenarzt bei der SA-Standarte 82. 1937 trat er in die Nationalsozialistische Deutsche Arbeiterpartei ein. Während des Zweiten Weltkrieges war er Oberarzt (= Oberleutnant) der Luftwaffe (Wehrmacht). Am von Hermann Rein geleiteten Luftfahrtmedizinischen Institut des Reichsluftfahrtministeriums bei der Außenabteilung Luftfahrtphysiologie in Göttingen diente er als Stabsarzt. Ab Oktober 1941 übernahm Schoedel als Dozent die Vertretung des von jeder Lehrtätigkeit freigestellten Oberkriegsarztes Rein. Schoedel nahm neben anderen Mitarbeitern des Göttinger Instituts an der Tagung über Ärztliche Fragen bei Seenot und Winternot am 26. und 27. Oktober 1942 in Nürnberg teil, wo auch über die Hypothermieversuche im KZ Dachau referiert wurde. Mit Franz Grosse-Brockhoff publizierte er auch 1943 in Pflügers Archiv über die Erregbarkeit von Atem- und Kreislaufzentrum bei rascher Unterkühlung. Nach Kriegsende leitete Schoedel ab 1948 in Göttingen die Physiologische Abteilung der Medizinischen Forschungsanstalt der Max-Planck-Gesellschaft, das spätere Max-Planck-Institut für experimentelle Medizin. Schoedel war Mitglied der Max-Planck-Gesellschaft und wurde 1957 Direktor des Göttinger Instituts. Seine Forschungsschwerpunkte waren Atmung, Stoffwechsel und Silikose.